# David Ferrer
David "Ferru" Ferrer Ern (Jávea/Xàbia, 2. travnja 1982.) bivši je španjolski profesionalni tenisač.

## Životopis
Davidov je otac Jaime računovođa, a majka Pilar učiteljica. Stariji brat, Javier Ferrer, teniski je trener i bivši španjolski juniorski prvak. Davidov je trener sunarodnjak Javier Piles.
Ferrer je profesionalac od 2000. godine. Svoj prvi turnir osvojio je u Bukureštu 2002. godine, pobijedivši u finalu Joséa Acasusa (6:3, 6:2). Najveći mu je uspjeh finale Mastersa 2007., gdje je izgubio od Rogera Federera (2:6, 3:6, 2:6). Bio je u polufinalima tri Grand Slam turnira (Australian Open 2011. i 2013., Roland Garros 2012. i US Open 2007. i 2012. godine).
Dana 22. siječnja 2013. postao je 39. tenisač u Open eri (od 1968.) s preko 500 pobjeda na Touru u pojedinačnoj konkurenciji. Taj je uspjeh ostvario u četvrtfinalu Australian Opena, 13. uzastopnom pobjedom nad sunarodnjakom Nicolásom Almagrom. Almagro nikad nije pobijedio Ferrera na ATP Touru (čak 5 puta bio je poražen u međusobnim finalima) te mu ni taj put to nije pošlo za rukom, premda je imao tri meč lopte.

## Stil igre
Ferrer igra desnom rukom te odigrava dvoručni backhand. Kao i većina španjolskih tenisača, najviše turnira odigrao je na zemlji, no s gotovo podjednakim uspjehom igra i na drugim podlogama. Glavni mu je forte izuzetna fizička pripremljenost te istrčavanje gotovo nemogućih lopti. Marin Čilić izjavio je da jako cijeni Ferrera jer "izvlači 200 posto iz svojeg tenisa".

## Osvojeni turniri

### Pojedinačno (19 ATP)
| Br. | Datum               | Turnir                | Suparnik u finalu     | Rezultat                   |
| 1.  | 9. rujna 2002.      | Bukurešt              | José Acasuso          | 6:3, 6:2                   |
| 2.  | 17. srpnja 2006.    | Stuttgart             | José Acasuso          | 6:4, 3:6, 6:7(3), 7:5, 6:4 |
| 3.  | 13. siječnja 2007.  | Auckland              | Tommy Robredo         | 6:4, 6:2                   |
| 4.  | 15. srpnja 2007.    | Båstad                | Nicolás Almagro       | 6:1, 6:2                   |
| 5.  | 7. listopada 2007.  | Tokio                 | Richard Gasquet       | 6:1, 6:2                   |
| 6.  | 20. travnja 2008.   | Valencia              | Nicolás Almagro       | 4:6, 6:2, 7–6(2)           |
| 7.  | 21. lipnja 2008.    | 's-Hertogenbosch      | Marc Gicquel          | 6:4, 6:2                   |
| 8.  | 27. veljače 2010.   | Acapulco              | Juan Carlos Ferrero   | 6:3, 3:6, 6:1              |
| 9.  | 7. studenog 2010.   | Valencia (2.)         | Marcel Granollers     | 7:5, 6:3                   |
| 10. | 15. siječnja 2011.  | Auckland (2.)         | David Nalbandian      | 6:3, 6:2                   |
| 11. | 26. veljače 2011.   | Acapulco (2.)         | Nicolás Almagro       | 7:6(4), 6:7(2), 6:2        |
| 12. | 14. siječnja 2012.  | Auckland (3.)         | Olivier Rochus        | 6:3, 6:4                   |
| 13. | 26. veljače 2012.   | Buenos Aires          | Nicolás Almagro       | 4:6, 6:3, 6:2              |
| 14. | 3. ožujka 2012.     | Acapulco (3.)         | Fernando Verdasco     | 6:1, 6:2                   |
| 15. | 23. lipnja 2012.    | 's-Hertogenbosch (2.) | Philipp Petzschner    | 6:3, 6:4                   |
| 16. | 15. srpnja 2012.    | Båstad (2.)           | Nicolás Almagro       | 6:2, 6:2                   |
| 17. | 28. listopada 2012. | Valencia (3.)         | Aleksandar Dolgopolov | 6:1, 3:6, 6:4              |
| 18. | 4. studenog 2012.   | Pariz                 | Jerzy Janovicz        | 6:4, 6:3                   |
| 19. | 13. siječnja 2013.  | Auckland (4.)         | Philipp Kohlschreiber | 7:6(5), 6:1                |

## Rezultati na Grand Slam turnirima
| Grand Slam      | 2003. | 2004. | 2005. | 2006. | 2007. | 2008. | 2009. | 2010. | 2011. | 2012. | 2013. |
| --------------- | ----- | ----- | ----- | ----- | ----- | ----- | ----- | ----- | ----- | ----- | ----- |
| Australian Open | 1k    | 2k    | 1k    | 4k    | 4k    | 1/4F  | 3k    | 2k    | 1/2F  | 1/4F  | 1/2F  |
| Roland Garros   | 2k    | 2k    | 1/4F  | 3k    | 3k    | 1/4F  | 3k    | 3k    | 4k    | 1/2F  |       |
| Wimbledon       | 2k    | 2k    | 1k    | 4k    | 2k    | 3k    | 3k    | 4k    | 4k    | 1/4F  |       |
| US Open         | 1k    | 1k    | 3k    | 3k    | 1/2F  | 3k    | 2k    | 4k    | 4k    | 1/2F  |       |

## Plasman na ATP ljestvici na kraju sezone
| 2000. | 2001. | 2002. | 2003. | 2004. | 2005. | 2006. | 2007. | 2008. | 2009. | 2010. | 2011. | 2012. | 2013. |
| ----- | ----- | ----- | ----- | ----- | ----- | ----- | ----- | ----- | ----- | ----- | ----- | ----- | ----- |
| 407.  | 219.  | 59.   | 71.   | 49.   | 14.   | 14.   | 5.    | 12.   | 17.   | 7.    | 5.    | 5.    |       |

## Vanjske poveznice
- Službena stranica  Arhivirana inačica izvorne stranice od 8. veljače 2013. (Wayback Machine) (engl.)(šp.)
- Profil na stranici ATP Toura (engl.)